# John Joseph
John Joseph (15 tháng 11 năm 1932 - 6 tháng 5 năm 1998) là một Giám mục người Pakistan của Giáo hội Công giáo Rôma, từng đảm nhiệm vai trò Giám mục chính tòa Giáo phận Faisalabad từ năm 1984 đến năm 1998 và được biết đến rộng rãi trên thế giới với hành động tự sát nhằm phản đối việc đối xử tàn ác với các Kitô hữu ở Pakistan.

## Cuộc đời
John Joseph sinh ra ở Khushpur, Pakistan. Ông đã hoàn thành chương trình huấn luyện để trở thành một linh mục tại Chủng viện Chúa Kitô Vua tại Karachi và tiến đến việc được thụ phong tại Faisalabad ngày 18 tháng 1 năm 1960. Sau khi hoàn thành một văn bằng vị tiến sĩ, ông trở thành một giáo sư của chủng viện Chúa Kitô Vua.
Ngày 24 tháng 10 năm 1980, Tòa Thánh loan tin Giáo hoàng đã quyết định chọn linh mục John Joseph, 48 tuổi làm Giám mục phụ tá Giáo phận Faisalabad với Hiệu tòa Segisama. Lễ tấn phong cho vị Giám mục Tân cử đã được cử hành sau đó vào ngày 9 tháng 1 năm 1981, với phần nghi thức truyền chức chính yếu được cử hành bởi vị Chủ phong là Hồng y Joseph Marie Anthony Cordeiro, Tổng giám mục đô thành Tổng giáo phận Karachi và hai vị phụ phong gồm Giám mục Paolo Vieri Andreotti, O.P., giám mục chính tòa Faisalabad và Giám mục Francesco Benedetto Cialeo, O.P., Nguyên Đại diện Tông Tòa Hạt Đại diện Tông Tòa Multan.
Sau ba năm được tấn phong giám mục, ngày 9 tháng 1 năm 1984, Tòa Thanh loan tin bổ nhiệm ông làm Giám mục Faisalabad. Giám mục John Joshep đã tự sát bằng cách tự bắn mình vào ngày 6 tháng 5 năm 1998 ngay giữa tòa án, để phản đối án xử một người đàn ông Cơ đốc giáo về những cáo buộc phỉ báng đến từ những người Hồi giáo ở Pakistan.

## Sau khi qua đời
Ba ấn phẩm mới nói về Giám mục John Joseph đã được xuất bản kể từ khi vị giám mục qua đời. "Một cuộc đấu tranh hòa bình" là một tập hợp các tác phẩm của vị giám mục về các vấn đề liên quan đến công lý và hòa bình. Cuốn sách dài 197 trang được biên soạn bởi văn phòng nhân quyền giáo phận Faisalabad, do linh mục Khalid Rashid Asi đứng đầu. Một bản dịch của cuốn sách tiếng Anh sang tiếng Urdu cũng đã được xuất bản. Cuốn sách thứ ba, "Bài giảng về Máu", là cuốn sách gồm 110 trang được viết bởi nhà hoạt động vì người lao động Gulzar Wafa Chaudhry. Chaudhry cố gắng duy trì tinh thần cách mạng mà Giám mục Joseph đã cố gắng khởi xướng để phản đối tình hình của các Kitô hữu và các cộng đồng thiểu số tôn giáo khác ở Pakistan.
Một bộ phim trình bày về các cuộc đấu tranh cho các quyền thiểu số của Giám mục John Joseph đã được trình chiếu tại liên hoan phim Nam Á ở Kathmandu ngày 4–7 tháng 10 năm 2001. Bộ phim tài liệu 45 phút "A Sun Sets in" được sản xuất bởi Waseem Anthony và Giám mục, giám mục Punjabi đầu tiên, và cuộc đấu tranh cho người Công giáo Pakistan.
Nhà tưởng niệm Giám mục John Joseph tại Madrasa Darulaloom Jamia Rehmania tọa lạc tại Faisalabad được khánh thành vào ngày 31 tháng 3 năm 2007. Giám mục Joseph Coutts đã có mặt trong buổi khánh thành. Không một chủng viện Hồi giáo nào khác trong nước Pakistan có một tòa nhà được đặt tên theo một giáo sĩ Công giáo.